# Oyam (district)
Oyam is een district in het noorden van Oeganda.
Oyam telt 270.720 inwoners.
Het district werd opgericht in 2006 na afsplitsing van het district Apac.